# プリザヴェイション第一幕
『プリザヴェイション第一幕』(Preservation: Act 1)は、1973年にリリースされたザ・キンクスのアルバム。本作は『ヴィレッジ・グリーン・プリザヴェイション・ソサエティ』の続編とも言えるコンセプト・アルバム。当初は二枚組アルバムとしてリリースされる予定であったがスケジュール上の問題から本作がリリースされ、続いて次作の『プリザヴェイション第二幕』が二枚組としてリリースされた。
平和なヴィレッジ・グリーンが再開発されることとなる。ヴィレッジ・グリーンでは流れ者やジョニー・サンダー、司祭や住民たちがその平和な生活を歌い上げるが、地上げ屋のフラッシュが土地を買い占め、農家を取り壊し始める。そこに、救世主としてミスター・ブラックが労働者の団結を訴える、と言うストーリーがアルバムを通して展開する。
本作制作中の6月20日にレイ・デイヴィスの妻ラサは、「プリザヴェイション」プロジェクトに熱中するレイに愛想を尽かし二人の娘を連れ家出する。レイは気が動転し精神安定剤の飲み過ぎで入院騒ぎを起こし、その後7月15日のロンドンでのライヴで薬物の過剰摂取で精神的に不安定になり、ステージ上でキンクスからの脱退と音楽業界からの引退を宣言する。その後気を取り直したレイは宣言を取り消すが、妻とは離婚訴訟の後正式に離婚することとなった。

## 曲目
全曲レイ・デイヴィス作詞作曲。
1. プリザヴェイション［シングル］ - Preservation (Single) 3:37
2. 朝の歌 - Morning Song 2:00
3. 朝の光がさしてくる - Daylight 3:19
4. 美しきジェネヴィーヴ - Sweet Lady Genevieve 3:26
5. 天気は変わる - There's a Change in the Weather 2:59
6. あの人たちは今、何処に - Where Are They Now? 3:28
7. ロックン・ロールは生きている(サヴァイヴァー) - One of the Survivors 4:31
8. クリケット - Cricket 2:56
9. 富と堕落〜私が君たちの救い主 - Money & Corruption/I Am Your Man 6:01
10. フラッシュがやってくる - Here Comes Flash 2:41
11. 日なたぼっこが俺の趣味 - Sitting in the Midday Sun 3:47
12. とり壊し - Demolition 4:07
13. ロックン・ロールは生きている(サヴァイヴァー)［シングル・エディット］ - One of the Survivors 4:07
  - ボーナス・トラック - #1、#13